# Бичачі бої

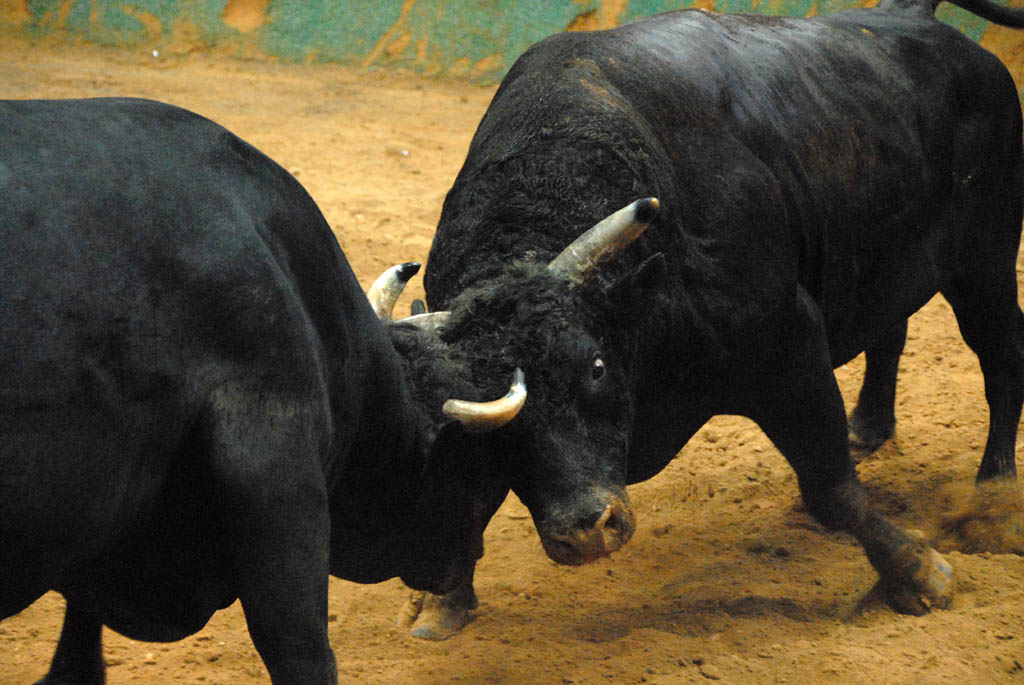
Tōgyū, або «окінавська корида», є традиційним видом спорту на островах Рюкю в Японії.

Боротьба з биками, коров'ячий бій або бій з биками — несмертельний кривавий спорт між биками чи коровами, який ведеться в деяких частинах світу.

## Африка
Спільнота Лух'я в Кенії займається спортом «бик на бика». Савіка — вид спорту з боротьби з биками, який практикується в центральній частині Мадагаскару.

## Європа
Корида, від corrida, або borbe bikova («бійки биків») — традиційний вид спорту в Боснії та Герцеговині та Хорватії.

### Боснія і Герцеговина

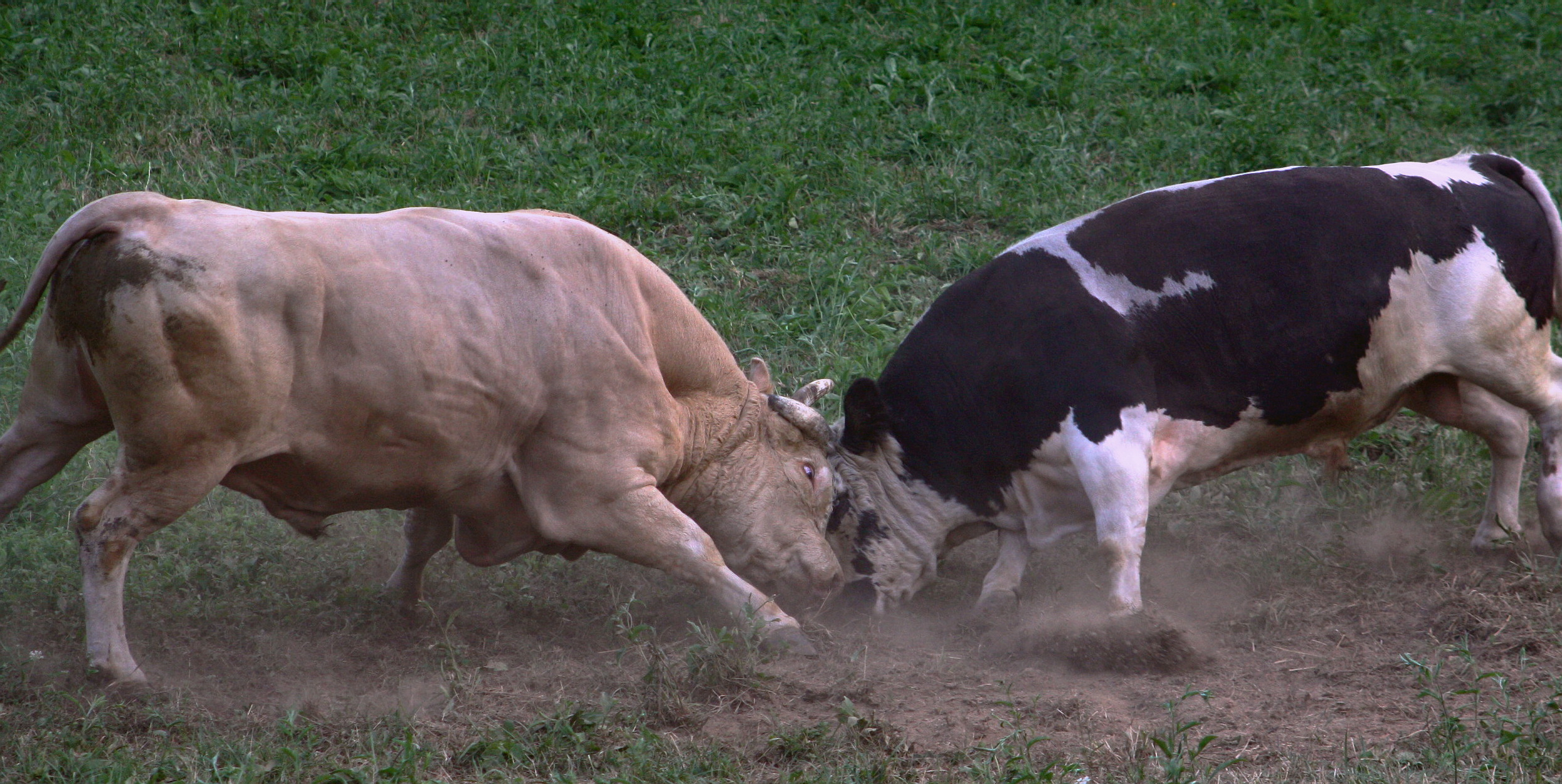
Корида в Санському Мосту, Боснія і Герцеговина

У Боснії та Герцеговині бої найбільш популярні в Боснійській Країні, де проводиться знаменита Корида Грмеч (Grmečka korida). Грмеч, гора на крайньому заході Боснії, є найвідомішим місцем кориди Грмеч на Балканах. Це бої між самими биками, і тут немає смерті бика. Бій виграний, коли бик, який програв, повертається спиною і уникає бою. Поєдинки відбуваються на порожньому полі і організовуються кожної першої неділі серпня вже понад 200 років, залучаючи тисячі відвідувачів. Османи з Туреччини принесли бичачі бої на Західні Балкани, переважно в Боснію та прикордонну Далмацію в Хорватії, де вони популярні протягом сотень років.
Кориду Грмеча зобразив скульптор Слободан Пеїч . Скульптуру двох биків у боротьбі, виготовлену з бронзи у 2004 році, порівнюють із протистоянням гнобителя та пригноблених або боснійського народу та австрійського імператора.
Подібні бої організовуються в кількох місцях навколо Боснії та Герцеговини, таких як Санський Мост, Цазін, Велика Кладуша, у Боснійській Країні, а також у центральних та східних частинах країни, таких як Вітез та сусідні села Олово Чевляновичі та Богановічі.

### Хорватія
У Хорватії кориди традиційно організовуються в регіоні Далмації.

## Східна та Південно-Східна Азія
- Тоґю, відомий у деяких згадках як «окінавська корида», є традиційним видом спорту, у якому два бики намагаються, як у боротьбі сумо, виштовхнути один одного з рингу.[10] Це все ще практикується в різних місцях Японії, таких як префектура Ніїґата, Окінава та Сімане.
- Соссаум (кор. 소싸움) — традиційний вид спорту в Кореї, в якому два бики б'ються один проти одного.[11]
- Бої биків також спостерігають етнічні меншини Хмонг/Мяо в Китаї, В'єтнамі та Лаосі. Биків відбирають за віком, довжиною і розміром рогів. На бійку їх заманюють зазвичай після новорічних чи літніх подій. Зазвичай це нелетальні події, і бики, які несуть биків-супротивників, отримають найбільшу кількість очок, якщо нічия. Зазвичай програє той бик, який тікає першим, навіть якщо виграє.

## Південна Азія

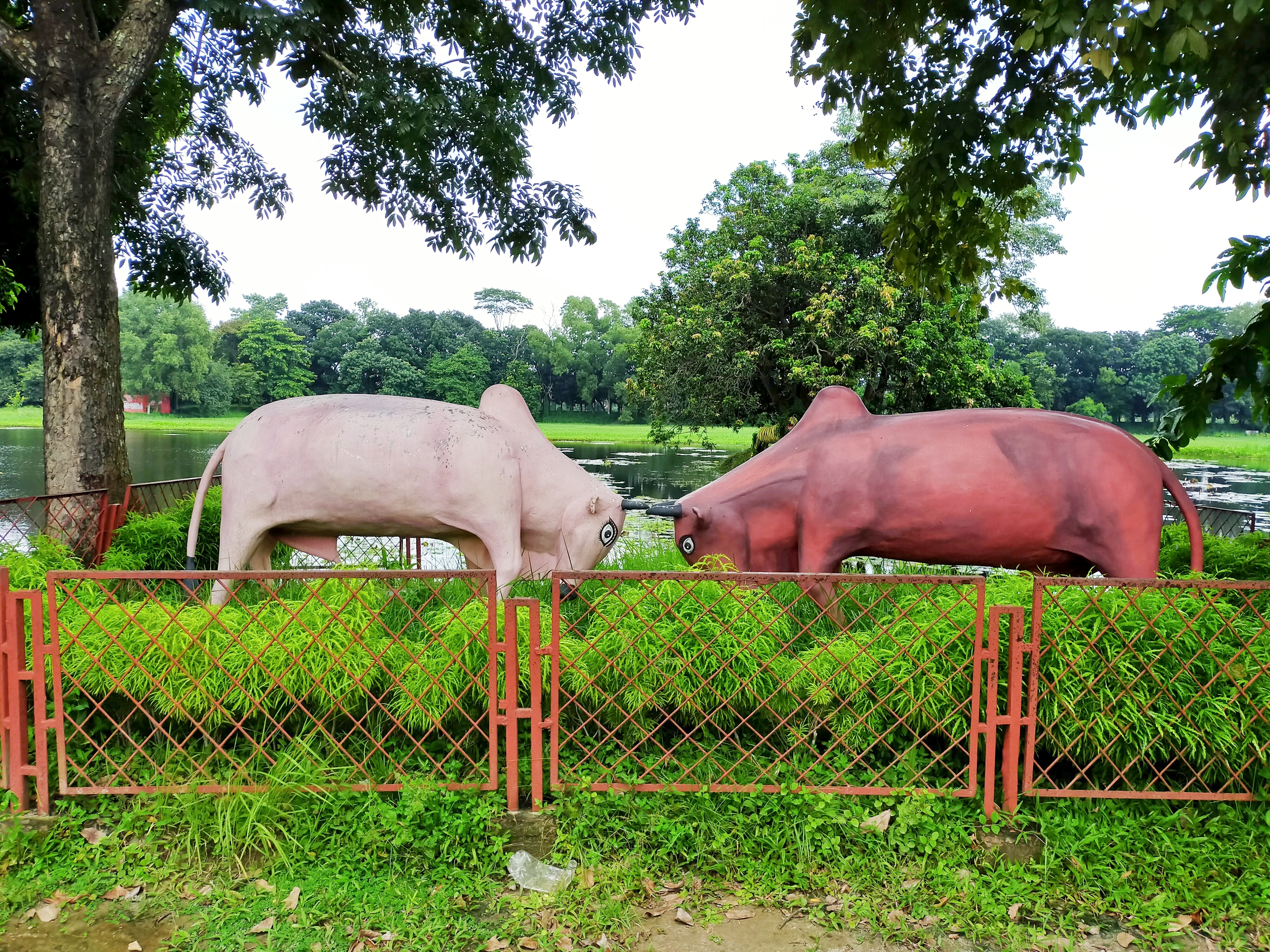
Статуя кориди в Музеї народних мистецтв і ремесел Шілпачарія Зайнул Абедин, Бангладеш

### Індія
Дхірі або Діріо (конкані: धिरी,धिरयो) — популярна форма традиційної боротьби з биками в штаті Гоа, прибережна південно-західна Індія. Це була основна розвага у вихідні для більшості сіл. Багато сімей жили тільки на гроші, зароблені на зовнішній вигляд і ставки. Постанова Верховного суду Панаджі від 20.12.96 наказала уряду штату вжити негайних заходів для заборони всіх видів боїв із тваринами, включаючи Дхірі, організовані в штаті Гоа, які були остаточно заборонені в 1997 році. Дхірі корида все ще дуже популярна в Гоа, незважаючи на заборону. Були вимоги легалізувати Дхірі.

### Непал

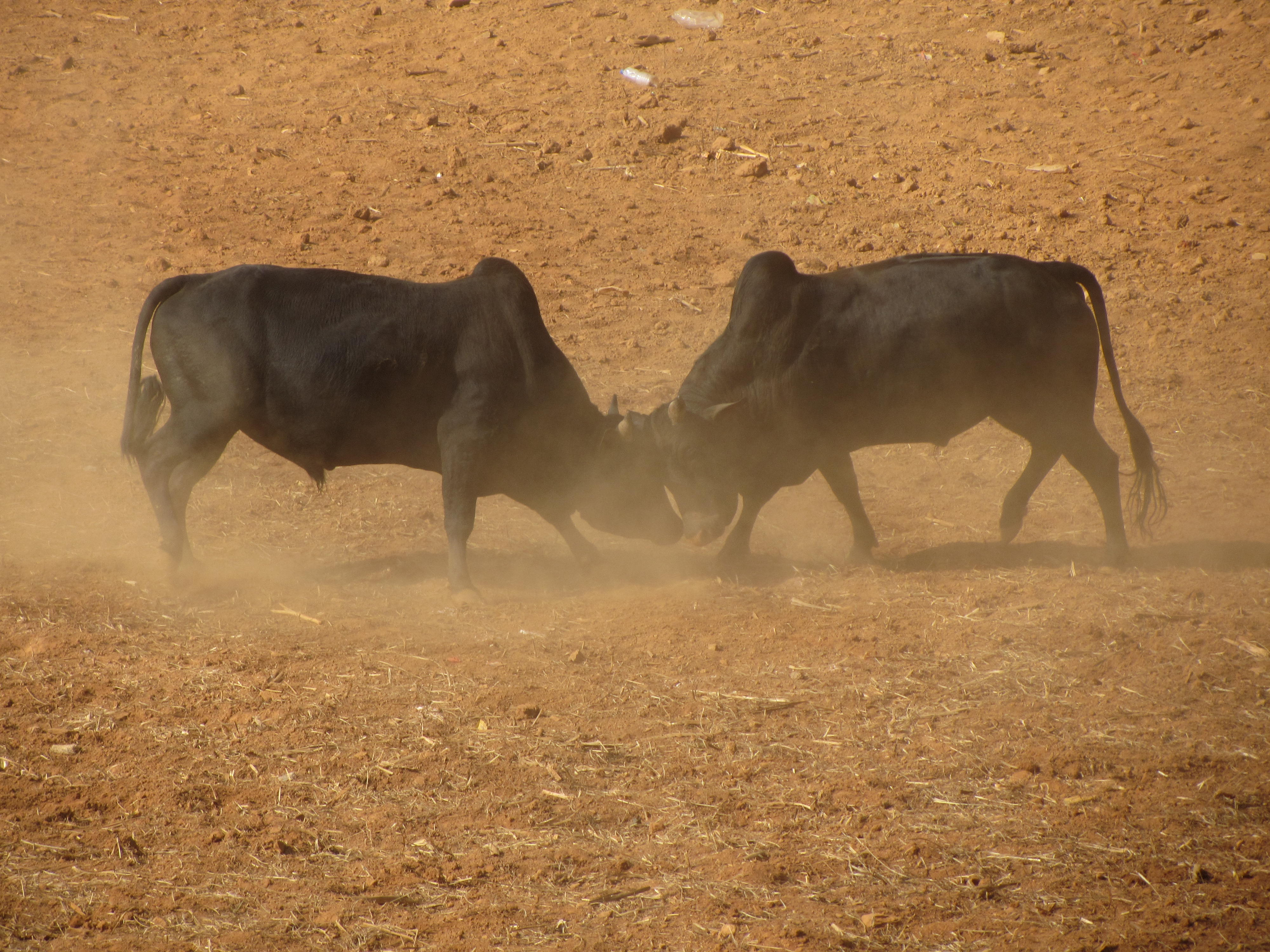
Бій биків у Таруці

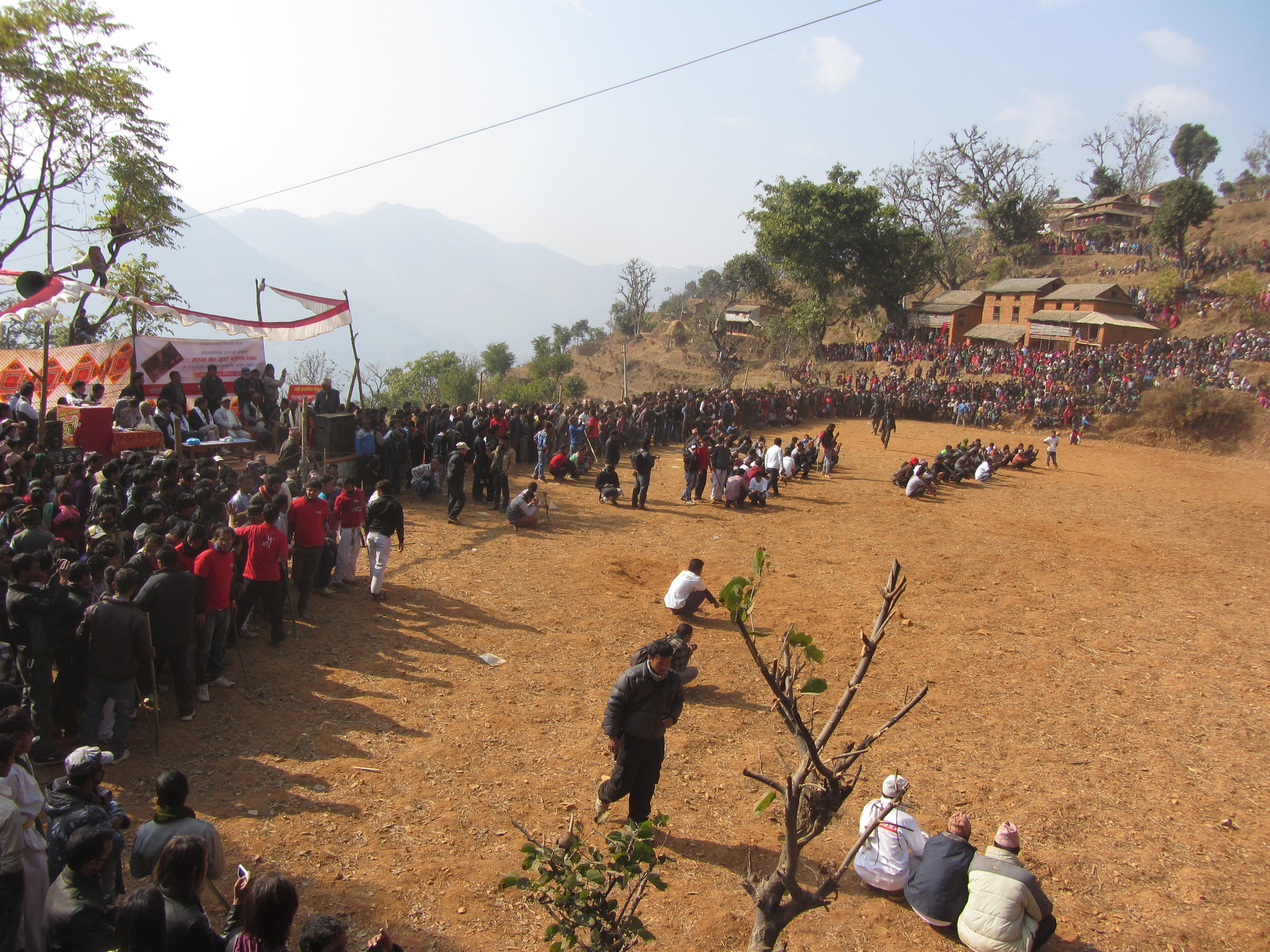
Місцевий фестиваль взимку в Таруці

Щороку в день Маге Санкранті в різних районах Непалу організовується боротьба з биками. Найстаріший і найпопулярніший вид боротьби з биками в Непалі — Тарука, Нувакот, 75 кілометрів (47 миля) від Катманду. Вважається, що воно з'явилося на початку XVIII століття як джерело розваг для шляхти під час відвідування села. Багато людей з усієї країни відвідують Таруку, щоб стати свідками цієї події. Окрім Нувакота, боротьбу з биками також організовують у Дадінгу та Расува.

## Західна Азія

### Іран
Варзаянґ — кривавий спорт, організований між биками на півночі Ірану. Ця боротьба організована тільки в провінціях Гілян і Мазандаран. Варзаянґ відбувається в основному в Мазандарані в Амолі, Нурі, Хаместані та Новшахрі та в Гілані в Рудсарі, Лахіджані, Чабоксарі, Рашті та Хомамі.

### Оман і Об'єднані Арабські Емірати

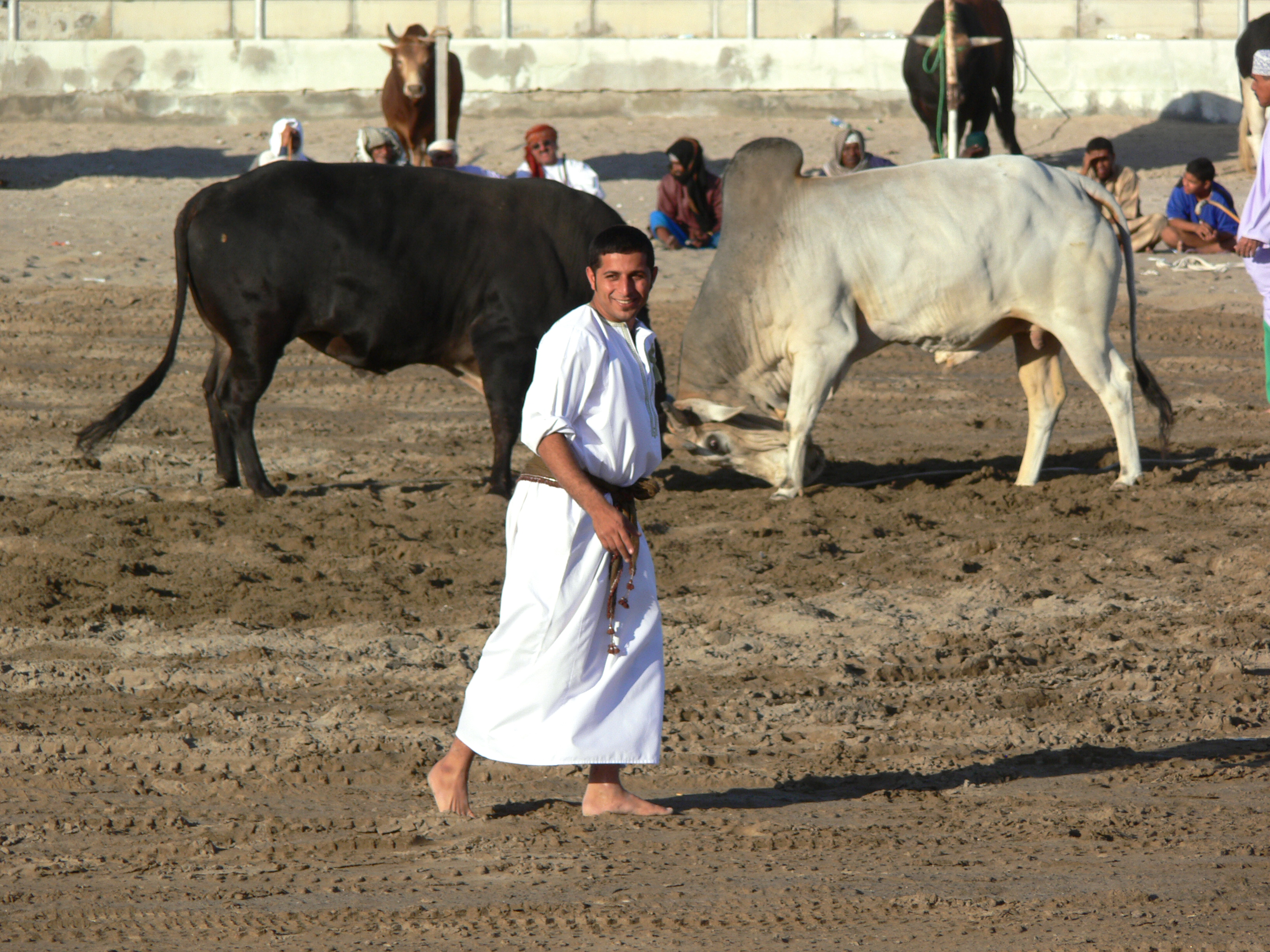
Бичачі бої в Омані

В Омані та Об'єднаних Арабських Еміратах двох биків-брахманів представляють один одному і дозволяють їм зчепитися рогами і битися, в той час як їхні дресирувальники тримають мотузки, щоб розділити їх у разі потреби. Витоки бичачих боїв в Омані невідомі, хоча місцеві жителі вважають, що її привезли сюди маври, які завоювали Іспанію. Його існування в Омані та ОАЕ також приписують Португалії, яка колонізувала оманське узбережжя протягом майже двох століть, а також представила кориду на оманському Занзібарі.

### Туреччина
Боротьба з биками в Туреччині відома як boğa güreşi (буквально «боротьба з биками»). Щороку в третій тиждень червня в місті Артвін проходить фестиваль Кафкасор (Кавказ). На початку фестивалю застосовуються певні правила, щоб уберегти биків від травм. Наприклад, якщо бик відступає від бою, це означає поразку тощо.

## Ісламське право
17 жовтня 1987 року Мусульманська світова ліга випустила фетву, яка за ісламським законом оголошувала кориду та ями для тварин забороненими.